# Dymitr I (patriarcha Konstantynopola)
Dymitr I, imię świeckie Dimitrios Papadopulos (ur. 8 września 1914 w Stambule, zm. 2 października 1991 tamże) – ekumeniczny patriarcha Konstantynopola od 16 czerwca 1972 do śmierci.

## Życiorys
W 1987 otrzymał tytuł doktora honoris causa Chrześcijańskiej Akademii Teologicznej w Warszawie.